# 愛はひとつ
『愛はひとつ』（あいはひとつ）は、近藤真彦の41作目のシングル。1997年2月21日に発売された。発売元はSony Records。

## 概要
前作「ミッドナイト・シャッフル」から1年ぶりの楽曲は、TBS系ドラマ『ストーカー・誘う女』のエンディングテーマ。アルバム『GET BACK』先行シングル。
バックバンドを従えて歌番組出演時に披露する際、野村義男・渡辺英樹がサポートに加わることが多くみられた（同曲と前作『ミッドナイトシャッフル』）。

## 収録曲
1. 愛はひとつ
作詞：山崎民士
作曲：ジョー・リノイエ
編曲：ジョー・リノイエ、鈴川真樹
2. LOVE
作詞：沢ちひろ
作曲：本間昭光
編曲：小野沢篤
3. 愛はひとつ（オリジナル・カラオケ）